# Lámina bimetálica

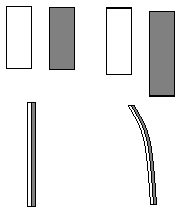
Lámina bimetálica

Una lámina bimetálica está constituida por dos láminas de metal, cada una de ellas con diferente coeficiente de dilatación, superpuestas y soldadas entre sí. De este modo se consigue que cuando se calientan, al dilatarse cada una de ellas de forma distinta, el conjunto se deforma, pudiendo aprovecharse esta deformación para la apertura o cierre de un contacto eléctrico, cuya actuación dependería de la temperatura.
Aplicaciones muy comunes de los contactos formados por láminas bimetálicas se encuentran en planchas, tostadores, estufas eléctricas y otros electrodomésticos que llevan un termostato, así como en elementos de protección eléctrica como los interruptores magnetotérmicos.